# Karen Northshield
Karen Northshield est une ancienne monitrice de fitness belgo-américaine qui a survécu à l'attentat terroriste à l'aéroport de Bruxelles en Belgique le 22 mars 2016. Elle a écrit un livre autobiographique témoignant de sa survie.

## Biographie

### Jeunesse et vie
Karen Northshield a déménagé en Belgique avec sa famille à l'âge de neuf ans car son père, militaire américain, y était détaché au SHAPE, un département de l'OTAN. Elle a grandi autour de Mons et a aussi obtenu la nationalité belge. Northshield est une ancienne championne junior au cent et deux cents mètres papillon. À l'université de Bruxelles ULB, elle a obtenu une maîtrise en communication multilingue et en relations internationales.
Avant les événements dramatiques, Northshield travaillait comme monitrice de fitness et de yoga depuis une dizaine d'années.

### Attentat terroriste
Le matin du 22 mars 2016, deux terroristes de l'État islamique se font exploser à l'aéroport de Bruxelles avec leurs bombes artisanales, faisant des dizaines de morts et des centaines de blessés. Karen Northshield, 30 ans, voulait prendre un vol pour les États-Unis ce jour-là pour rendre visite à sa famille. Elle faisait la queue pour s'enregistrer auprès de Delta Air Lines lorsque la première bombe a explosé près d'elle, la projetant dans l'air et atterrissant au sol des dizaines de mètres plus loin. Sa jambe et hanche gauches avaient explosé parmi d’autres séquelles graves. Elle a subi une hémorragie interne colossale et son cœur s'est arrêté de battre à trois reprises.
Northshield est transportée à l'hôpital Erasme de Bruxelles, où elle est restée dans le coma pendant plusieurs semaines. Elle a dû subir de multiples opérations chirurgicales urgentes pour sauver sa vie et sa jambe. Désormais, elle porte une orthèse et une chaussure technique, et nécessite des béquilles pour marcher. Dans les mois qui ont suivi l’attentat, elle a perdu son estomac et sa rate en raison d'une grave infection bactérienne résistante aux antibiotiques. Un traitement expérimental à l'aide d'un bactériophage a fini par guérir l'infection. La revue scientifique Nature a publié un article à ce sujet,.
Northshield a dû réapprendre les bases de tout fonctionnement humain, à s'asseoir et à marcher. Elle a également subi une grave perte d'audition accompagnée d'acouphènes à cause de l’explosion. Après une soixantaine d'interventions chirurgicales, plus de trois ans d'hospitalisation en tant que patiente polytraumatisée et rééducation, elle a souffert d'un grave syndrome de stress post-traumatique de retour chez elle.

### Survivante
Comme beaucoup d'autres victimes survivantes et de parents de victimes décédées, elle a soulevé le problème du manque de soutien de la part du gouvernement belge et des compagnies d'assurance,. Comme d'autres victimes, Northshield a dû constamment prouver administrativement au fil des ans ses handicaps et séquelles irréversibles et à vie,. Après des années d'hospitalisation et de rééducation toujours en cours, Northshield témoigne et partage son expérience de vie,,.
En mars 2021, Northshield publie son livre autobiographique en français (Dans le souffle de la bombe) et en néerlandais (Weggeblazen door de bom) sur l'attentat et son impact sur sa vie. Au début de 2022, les Lobby Awards lui décernent le prix de L'« hommage de l'année » pour le militantisme qu'elle décrit dans son livre et qui porte un message d’espoir et de résilience.